# Chefferie

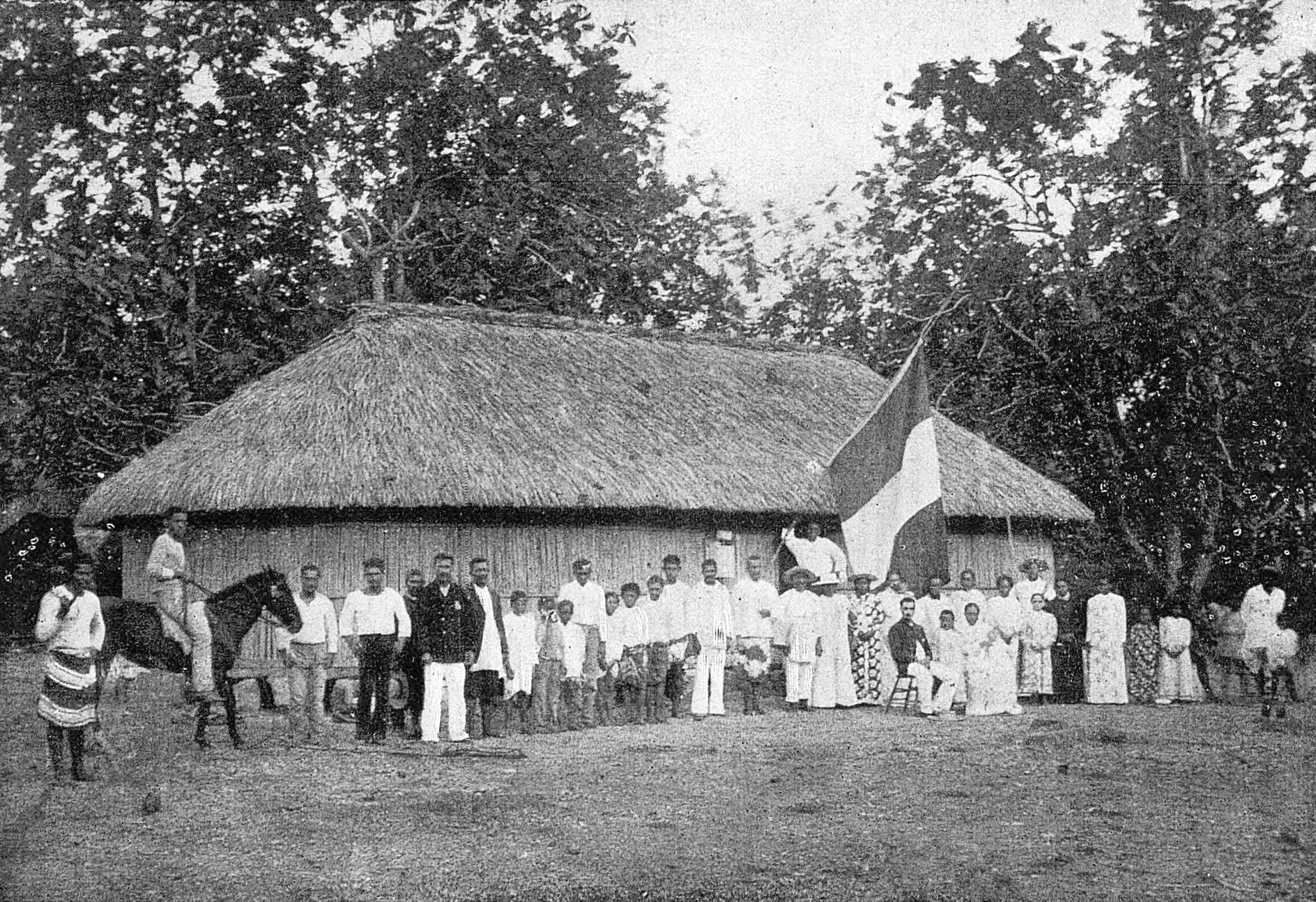
Chefferie d’Afareïtu à Moorea vers 1890.

Une chefferie est une entité politique et administrative représentant des communautés territoriales sur un territoire limité à base régionale, soumise à la domination d'un chef dont l'autorité ne repose plus uniquement sur la parenté (à la différence du clan), mais également sur le prestige, le sacré, une certaine coercition limitée.

## Précisions
En ethnologie contemporaine (depuis 2000), selon Jared Diamond, une bande (communauté, groupe organisé) réunit quelques dizaines d'individus, une tribu quelques centaines (à partir de 13 000 AEC), une chefferie quelques milliers (à partir de 6 500 AEC), un État quelques dizaines de milliers (à partir de 3 400 AEC).
Le terme « chefferie » peut avoir deux autres significations :
1. C'est une appellation d'origine coloniale qui désigne les institutions sociopolitiques typiques : la chefferie apparaît comme une forme intermédiaire entre les sociétés lignagères et les royaumes ;
2. Au sens premier du terme, on entend par « chefferie » la résidence du chef du village ; c'est là que vit le chef, entouré de ses nombreuses femmes et serviteurs.

En Afrique subsaharienne, les chefferies étaient des micro-États avant la colonisation. Le chef appartenait généralement à la noblesse locale. La chefferie traditionnelle est subdivisée en deux groupes a savoir le chef d'une communauté ou d'un village et le chef religieux. Les chefs religieux prônent la paix et ils sont intermédiaire entre le peuple le culte des ancêtres. Les prêtes et chefs religieux sont authentiquement des chefs de religion endogène et non des religions importés. Les chef traditionnels régnant sur un village, quartier ou communauté sont appelés en fon Dah, en Kotafon Ga, en Ewé Togbui ou encore Togbui Ga, en Ashanti Asantehene.
Au Québec, la chefferie correspond à la notion de « direction d'un parti » ou de « leadership du parti ».

## Le concept, dans le monde anglo-saxon
Dans les théories générales de l'évolution culturelle, les chefferies se caractérisent par des formes permanentes et institutionnalisées de leadership politique (le chef), une prise de décision centralisée, une interdépendance économique et une hiérarchie sociale.
Les chefferies sont décrites comme intermédiaires entre les tribus et les États dans le « schéma progressif de développement sociopolitique » formulé par Elman Service : bande - tribu - chefferie - État. Le statut de chef est basé sur la parenté, il est donc hérité ou attribué, contrairement au statut des chefs de tribus à « Big Men ». Une autre caractéristique des chefferies est donc l'inégalité sociale généralisée. Ce sont des sociétés hiérarchisées, selon le schéma de développement sociopolitique progressif formulé par Morton Fried : égalitaire - hiérarchisé - stratifié - étatique.
Une définition succincte d'une chefferie en anthropologie a été donnée par Robert Leonard Carneiro (en) : « Une unité politique autonome comprenant un certain nombre de villages ou de communautés sous le contrôle permanent d'un chef suprême ».